# アンドリュー・シンカラ
アンドリュー・シンカラ（Andrew Sinkala, 1979年6月18日 - ）は、ザンビア出身の元同国代表サッカー選手。
1999年のワールドユース選手権ではU-20ザンビア代表のキャプテンとして出場。同年のアフリカネイションズカップ2000予選・コンゴ民主共和国戦でA代表初キャップを記録した。

## タイトル
- DFLリーガポカール(2) 1999, 2000